# Fiat Tempra
Fiat Tempra — середньорозмірний сімейний автомобіль, що випускався компанією Fiat з 1990 по 1996 рік.

## Опис

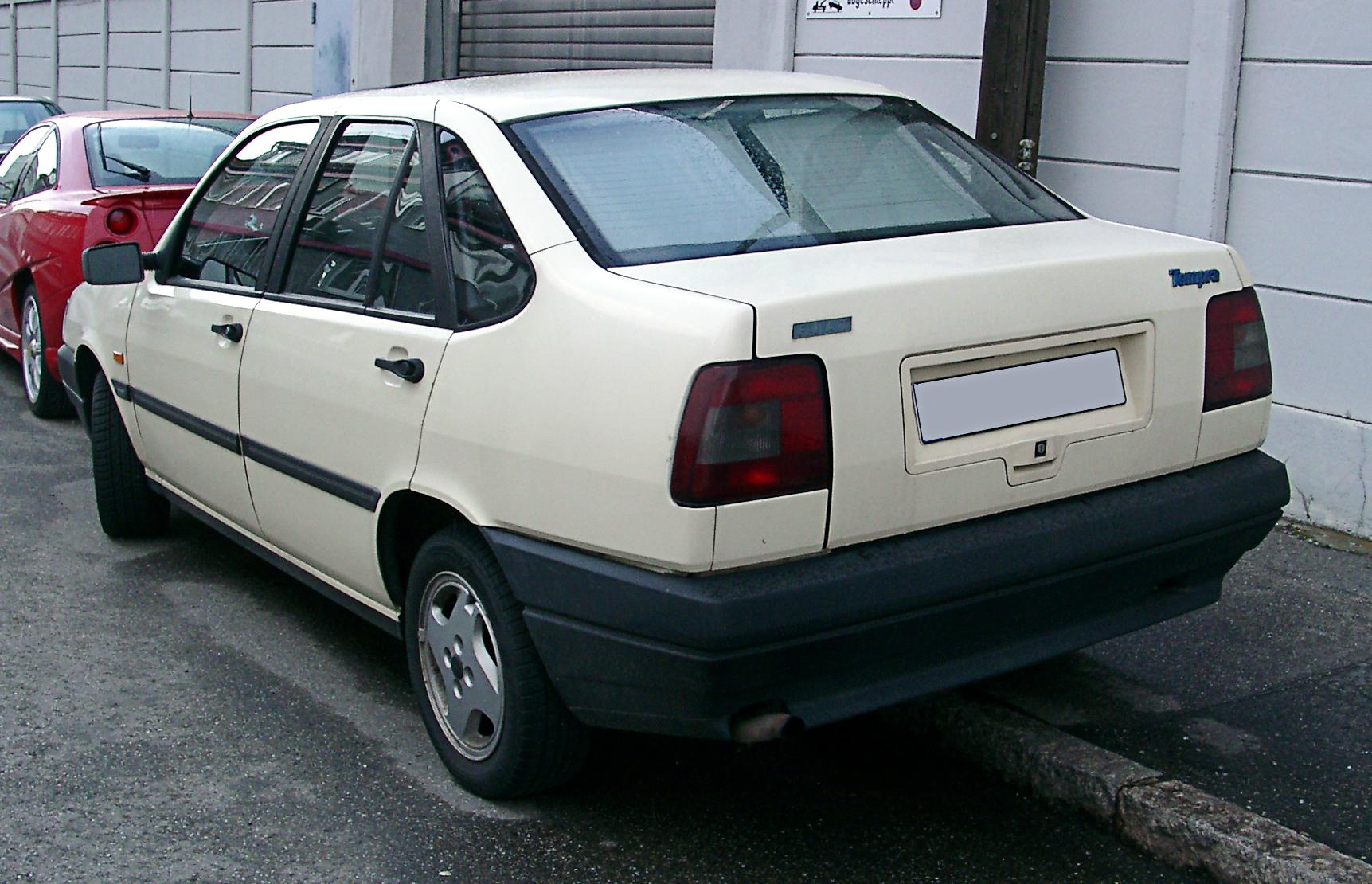
Fiat Tempra седан (1990—1993)

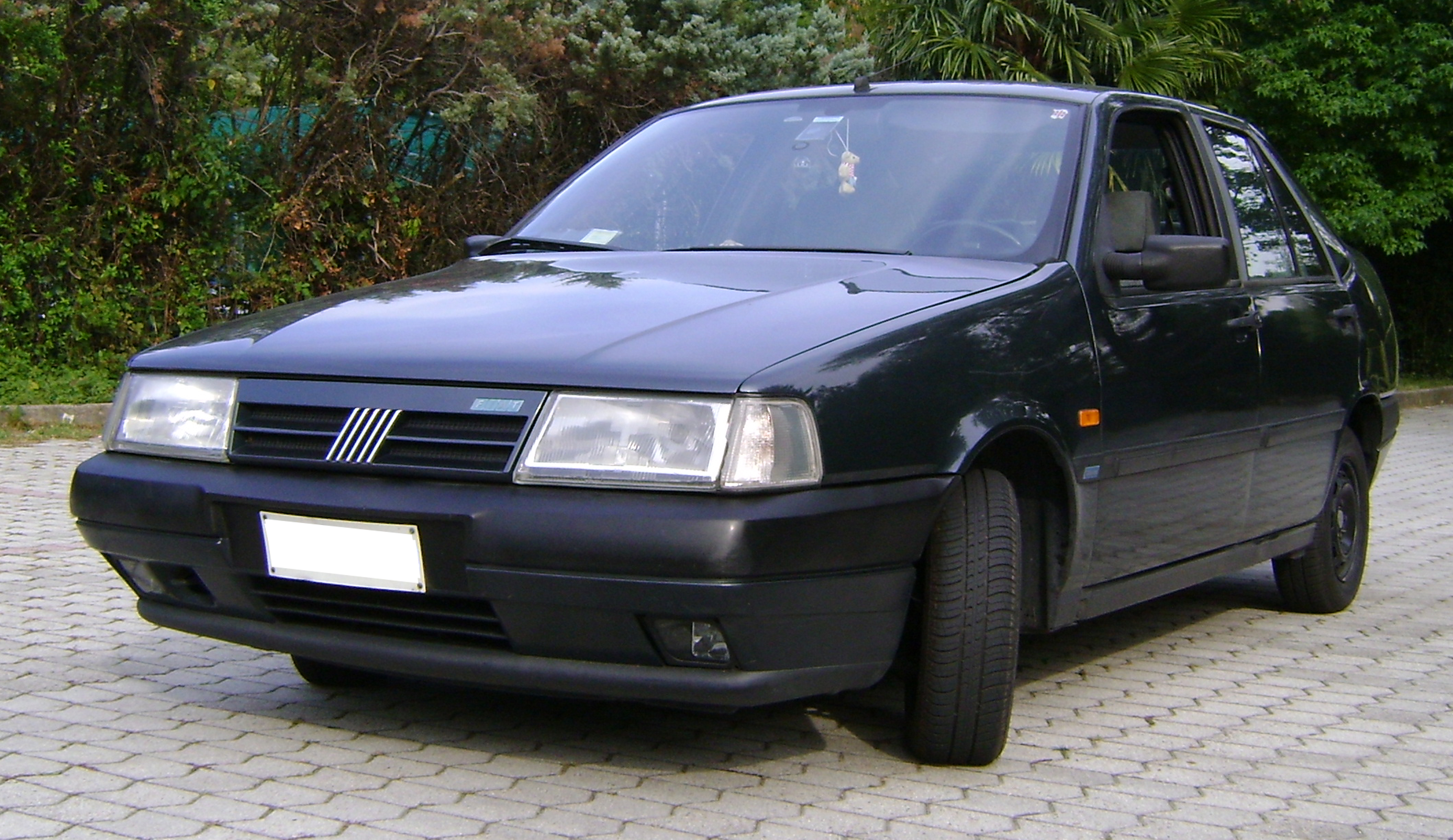
Fiat Tempra седан (1993—1996)

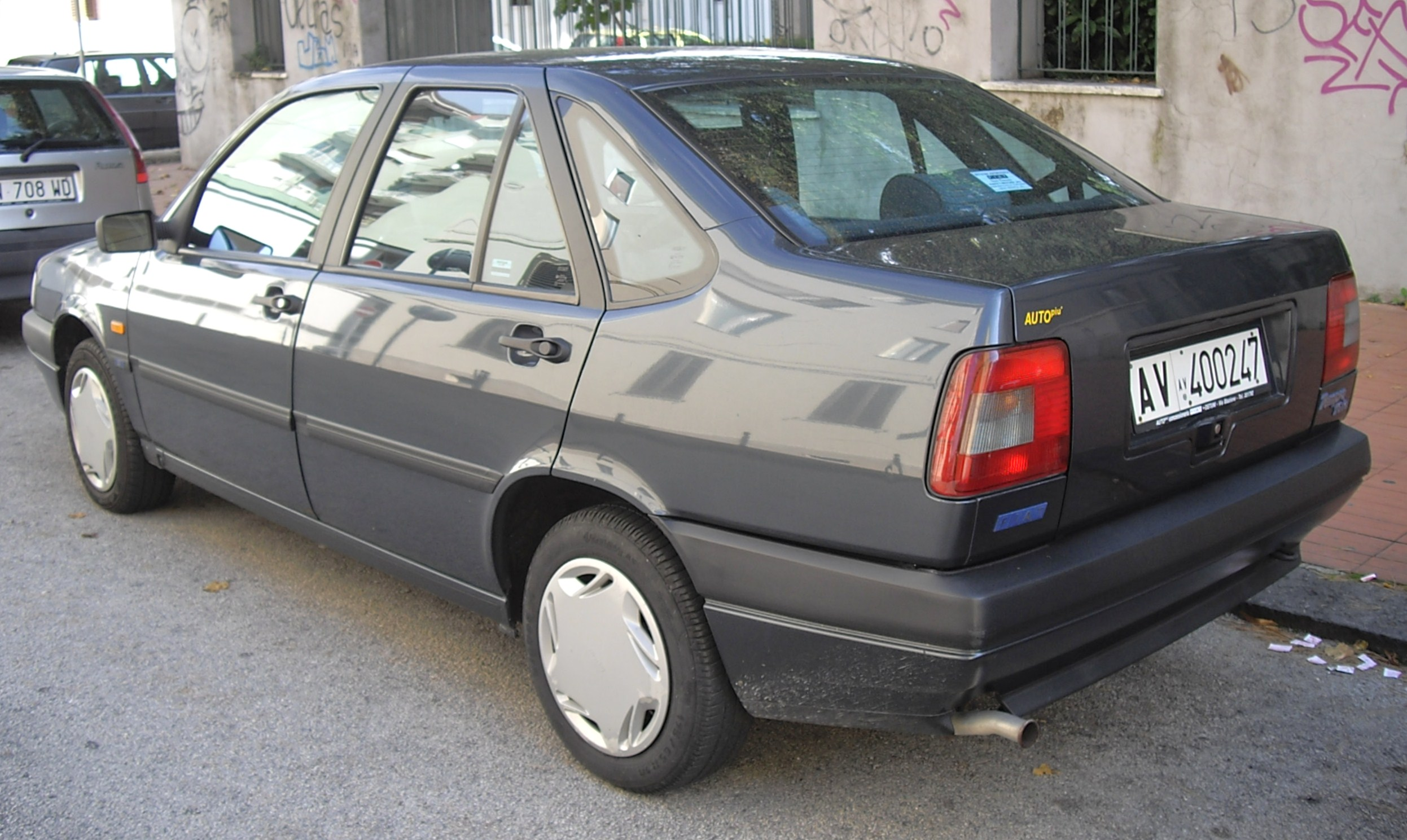
Fiat Tempra седан (1993—1996)

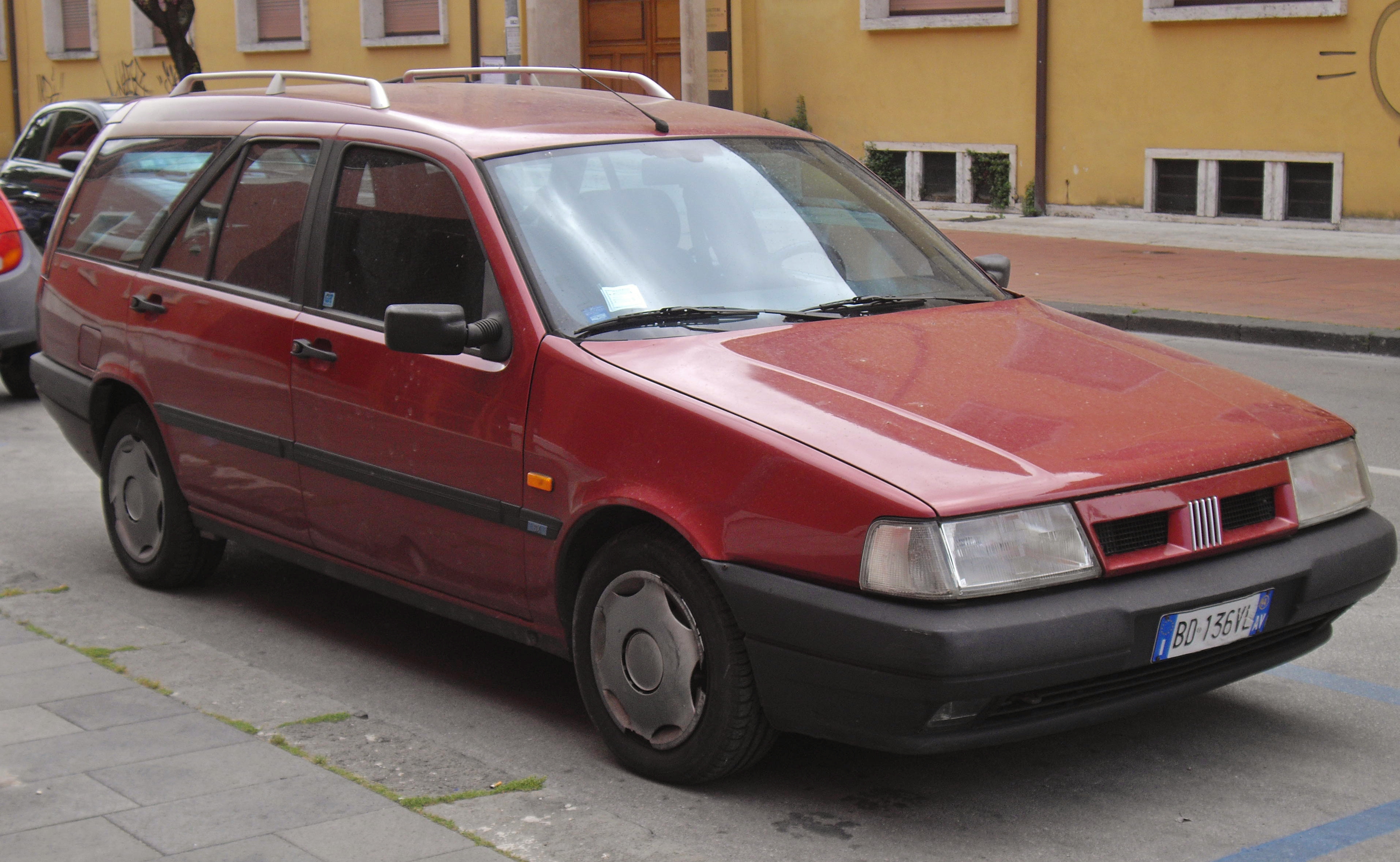
Fiat Tempra Weekend

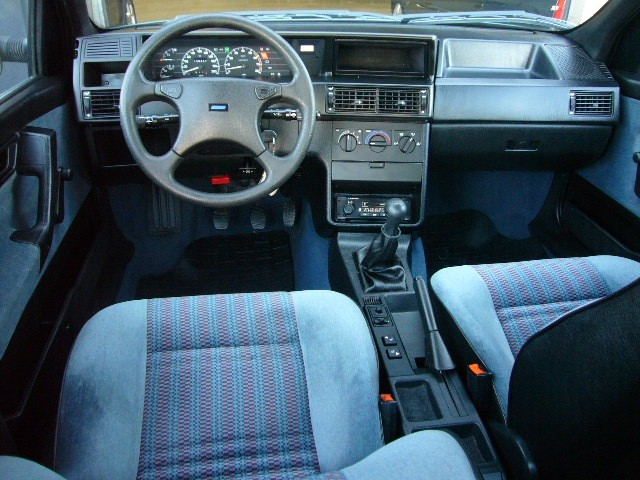
салон Fiat Tempra

Автомобіль був підготовлений на зміну моделі Fiat Regata. Проєкт спочатку носив ім'я Tipo 3, бувши проміжним автомобілем між Fiat Tipo (проєкт Tipo 2) і більшим за розміром Fiat Croma (проєкт Tipo 4). Fiat Tempra спроєктований на загальній платформі з автомобілями Lancia Dedra і Alfa Romeo 155.
У 1991 році автомобіль отримав титул Semperit Irish Car of the Year в Ірландії.

### Закінчення виробництва
Модель Tempra перестала випускатися в Європі 1996 року, а Бразилії 1998 року. На зміну прийшла модель Fiat Marea, яка заснована на платформі Fiat Bravo і Fiat Brava.
У Бразилії за вісім років виробництва випущено 204,795 автомобілів, а в Туреччині, на заводі Tofaş з 1990 по 1995 рік випущено 129,590 автомобілів.

## Двигуни
| Модель      | Тип         | Об'єм см³ | Потужність                       | Крутний момент        | Код двигуна         |
| Бензинові   | Бензинові   | Бензинові | Бензинові                        | Бензинові             | Бензинові           |
| ----------- | ----------- | --------- | -------------------------------- | --------------------- | ------------------- |
| 1.4         | Карбюратор  | 1372      | 56 кВт (76 к.с.) при 6000 об/хв  | 106 Нм при 2900 об/хв | 159A2000            |
| 1.4 i.e.    | SPFI        | 1372      | 51 кВт (69 к.с.) при 6000 об/хв  | 106 Нм при 3000 об/хв | 160A1046            |
| 1.6         | Карбюратор  | 1581      | 62 кВт (84 к.с.) при 5800 об/хв  | 130 Нм при 2900 об/хв | 159A3000            |
| 1.6 i.e.    | SPFI        | 1581      | 55 кВт (75 к.с.) при 6000 об/хв  | 125 Нм при 3000 об/хв | 835C1000 / 159A3048 |
| 1.6 i.e.    | SPFI        | 1581      | 57 кВт (78 к.с.) при 6000 об/хв  | 124 Нм при 3000 об/хв | 159A3046            |
| 1.6 i.e.    | MPFI        | 1581      | 66 кВт (90 к.с.) при 5750 об/хв  | 127 Нм при 2750 об/хв | 159B9000            |
| 1.8 i.e.    | MPFI        | 1756      | 66 кВт (90 к.с.) при 6000 об/хв  | 128 Нм при 3250 об/хв | 835C4000            |
| 1.8 i.e.    | MPFI        | 1756      | 76 кВт (103 к.с.) при 6000 об/хв | 137 Нм при 3000 об/хв | 835C2000            |
| 1.8 i.e.    | MPFI        | 1756      | 80 кВт (109 к.с.) при 6000 об/хв | 140 Нм при 2500 об/хв | 159A4000            |
| 2.0 i.e.    | MPFI        | 1995      | 83 кВт (113 к.с.) при 5750 об/хв | 156 Нм при 3300 об/хв | 159A6046            |
| Дизельні    |             |           |                                  |                       |                     |
| 1.9 D       | Атмосферний | 1929      | 48 кВт (65 к.с.) при 4600 об/хв  | 119 Нм при 2000 об/хв | 160A7000            |
| 1.9 TD      | Турбодизель | 1929      | 66 кВт (90 к.с.) при 4100 об/хв  | 186 Нм при 2400 об/хв | 160A6000            |
| 1.9 TD Kat. | Турбодизель | 1929      | 66 кВт (90 к.с.) при 4200 об/хв  | 186 Нм при 2500 об/хв | 160D1000            |